# 金线鲃
金线鲃（学名：Sinocyclocheilus grahami），又名滇池金线鲃，为輻鰭魚綱鯉形目鲤科金线鲃属的鱼类，俗名金线鱼、小洞鱼。在中国，分布于滇池等，本魚體細長且側扁，吻略尖，口端位，觸鬚2對，上下唇在口角處相連，唇後溝不相連，背鰭鰭條後緣具鋸齒且變硬，側線明顯，體被圓鱗，側線鱗61-69枚，體色淺灰色，體側具有不規則黑色斑塊，偶鰭與臀鰭淡紅色，雄魚體長可達23公分，體重200公克，棲息在湖泊底中層水域，生活習性不明，目前正研究人工繁殖。该物种的模式产地在云南昆明湖。

## 保护
- 中国国家重点保护动物等级：二级

## 亚种
- 滇池金线鲃（学名：Sinocyclocheilus grahami grahami），Regan于1904年命名。在中国，分布于滇池等。该物种的模式产地在云南昆明湖。[4]
- 抚仙金线鲃（学名：Sinocyclocheilus grahami tingi），Fang于1936年命名，俗名波罗鱼，是中国的特有物种。分布于抚仙湖等。该物种的模式产地在云南抚仙湖。[5]
- 阳宗金线鲃（学名：Sinocyclocheilus grahami yangzongensis），Tsu et Chen于1977年命名，俗名金线鱼、波罗鱼、小洞鱼，是中国的特有物种。分布于阳宗海等。该物种的模式产地在阳宗海。[6]